# Hanaites
Hanaites is een geslacht van uitgestorven kreeftachtigen uit de klasse van de Ostracoda (mosselkreeftjes).

## Soorten
- Hanaites brevis Berdan & Copeland, 1973 †
- Hanaites faveolatus Zhang & Zhao (Yi-Chun), 1983 †
- Hanaites flatilis Zhang & Zhao (Yi-Chun), 1983 †
- Hanaites givetianus (Pokorny, 1951) Stover, 1956 †
- Hanaites hexagonalis Bakharev, 1987 †
- Hanaites linearis Berdan & Copeland, 1973 †
- Hanaites mirabilis (Polenova, 1952) Polenova, 1974 †
- Hanaites platus (Kesling & Mcmillan, 1951) Stover, 1956 †
- Hanaites spinosus Berdan & Copeland, 1973 †
- Hanaites striatus Wang (S.), 1983 †